# ギンティ小林
ギンティ 小林（ギンティ こばやし、本名：小林誠、1971年5月5日 - ）は、映画関係のライター。ペンネームは、熱愛するアメリカのB級アクション俳優ロバート・ギンティに由来する。杉作J太郎の男の墓場プロダクションに所属。

## 来歴
東京都出身。洋泉社の倉庫でアルバイトをしていた際に、町山智浩が「映画が好きな妙な男がいる」と目をつけ、雑誌『映画秘宝』でライターとしてデビュー。
『映画秘宝』が月刊化された後は、「過酷あるいは無謀な企画に小林がチャレンジする」という内容の連載がたびたび掲載されるなど『映画秘宝』の名物ライターのひとりとなる。近年は心霊スポット取材を生業とし、洋泉社より「新耳袋殴り込みシリーズ」を執筆し、DVDならびに劇場版「怪談新耳袋殴り込み！シリーズ」にも出演している。
また、パンク、ロック界隈でのプロモーション・ビデオも制作している。

## 著書
- 突撃！現代百物語 新耳袋殴り込み（2007年7月 洋泉社）※シリーズイラスト：ヒロモト森一（単行本のみ）
  - 【改題】新耳袋殴りこみ 第一夜（2013年6月 角川ホラー文庫）
- 直撃現代百物語 新耳袋大逆転（2008年9月 洋泉社）
  - 【改題】新耳袋殴りこみ 第二夜（2013年7月 角川ホラー文庫）
- 衝撃現代百物語 新耳袋 勝手にしやがれ（2009年7月 洋泉社）
  - 【改題】新耳袋殴り込み 第三夜 (2014年7月　角川ホラー文庫）
- 攻撃現代百物語 新耳袋 BOOK1（2010年7月 洋泉社）
- 爆発現代百物語 新耳袋 危ないパワースポット（2011年4月 洋泉社）
  - 【再構成・改題】新耳袋殴り込み 最恐伝説 (2015年7月　角川ホラー文庫）
- 特攻現代百物語 新耳袋殴りこみリターンズ（2011年11月　洋泉社）
- 別冊映画秘宝　80年代ガキTV＆シネマ大百科（ギンティ小林+別冊映画秘宝編集部・編 2012年2月 洋泉社）
- 錯乱現代百物語 新耳袋殴り込み 発狂の島（2012年12月 洋泉社）
- 雑食映画ガイド（町山智浩、柳下毅一郎との共著、2013年4月、双葉社）

## 映画
出演
- 神様の愛い奴(1998) 藤原章監督
- サンフランシスコ刑事　Dr.ゼロを探せ!(2003) 町山智浩監督
- 男たちの大和/YAMATO(2005年)
- 任侠秘録 人間狩り(2006) 杉作J太郎監督　
- やる気まんまん(2007)　杉作J太郎監督
- ヒミコさん(2007) 藤原章監督
- 劇場版 怪談新耳袋 殴り込み！<関東編> (2011年)
- 劇場版 怪談新耳袋 殴り込み！<沖縄編> (2011年)
- 劇場版 怪談新耳袋 殴り込み！<東海道編> (2012年)
- 劇場版 怪談新耳袋 殴り込み！<北海道編> (2012年)
- 劇場版 怪談新耳袋 殴り込み！<魔界編前編> (2013年)
- 劇場版 怪談新耳袋 殴り込み！<魔界編後編> (2013年)

撮影
- 神様の愛い奴(1998)

## DVD
出演
- 怪談新耳袋 殴り込み！(2008年)
- 怪談新耳袋 殴り込み！２ (2009年)
- 怪談新耳袋 殴り込み！<西日本編> (2010年)
- 怪談新耳袋 殴り込み！<東日本編> (2010年)
- 劇場版 怪談新耳袋 殴り込み！<関東編> (2011年)
- 劇場版 怪談新耳袋 殴り込み！<沖縄編> (2011年)
- 劇場版 怪談新耳袋 殴り込み！<東海道編> (2012年)
- 劇場版 怪談新耳袋 殴り込み！<北海道編> (2012年)
- 劇場版 怪談新耳袋 殴り込み！<魔界編 前編、後編> (2013年)
- 怪談新耳袋 殴りこみ！<地獄編 前編、後編>　(2013年)